# Ton van Summeren
Ton van Summeren (Oss, 24 maart 1953 - Amsterdam, 29 mei 2017) was een Nederlands schilder die deel uitmaakte van het postmodernisme.

## Opleiding
Van Summeren studeerde van 1970-1972 aan de Grafische School te Eindhoven en aan de Stadsacademie te Maastricht (1972-1975). Daarna verhuisde Van Summeren naar Noord-Holland, alwaar hij zich verder schoolde bij Ateliers '62 te Haarlem.

## Werk
Het werk van Van Summeren bestaat onder andere uit beschilderde foto's, installaties en wandschilderingen. Een aantal van zijn werken zijn te vinden in de openbare ruimte en openbare gebouwen. Enkele voorbeelden hiervan zijn de lichtinstallatie Meteorenregen op het plafond van een passage aan de Kostverlorenkade, Nap (2001), een vloerschildering in de Christelijke Scholengemeenschap in Buitenveldert en de Kikkerbrug (2011) aan de Inlaagdijk in de wijk Bangert Oosterpolder in Zwaag.
- Gemeinsame Normdatei: 119425343
- International Standard Name Identifier: 0000 0000 4489 7586
- Library of Congress Control Number: no2006085157
- Nederlandse Thesaurus van Auteursnamen: 070990190
- RKD-Nederlands Instituut voor Kunstgeschiedenis: 76052
- Union List of Artist Names: 500390536
- Virtual International Authority File: 73612576
- WorldCat: E39PBJhH7kdX66YFMTgCHYrH4q